# Kajal
Kajal és un poble i municipi d'Eslovàquia que es troba a la regió de Trnava, a l'oest del país. El 2023 tenia 1.561 habitants.

## Història
La vila fou fundada el 1297.

## Demografia
| Godina             | 1994 | 2004   | 2014   | 2024   |
| ------------------ | ---- | ------ | ------ | ------ |
| Nombre de persones | 1321 | 1451   | 1543   | 1549   |
| Diferència         |      | +9,84% | +6,34% | +0,38% |

| Godina             | 2023 | 2024   |
| ------------------ | ---- | ------ |
| Nombre de persones | 1561 | 1549   |
| Diferència         |      | −0,76% |